# Joe le taxi
Joe le taxi – utwór muzyczny napisany przez Francka Langolffa i Étienne Roda-Gil dla francuskiej piosenkarki Vanessy Paradis. Piosenka znalazła się na jej debiutanckim albumie zatytułowanym M&J (skrót od „Marilyn & John”). Paradis nagrała piosenkę w 1987 roku, w wieku czternastu lat. Singel stał się ogromnym hitem, spędzając jedenaście tygodni na szczycie listy najpopularniejszych singli we Francji oraz co było rzadkością dla francuskojęzycznej piosenki w tym czasie, został wydany w Wielkiej Brytanii i Irlandii w następnym roku, gdzie osiągnął odpowiednio trzecie i drugie miejsce. 
„Joe le taxi” to piosenka o taksówkarzu Joe, który pracuje w Paryżu. Joe jest pseudonimem Marii José Leão dos Santos, portugalskiej taksówkarki, która uciekła z autorytarnego reżimu Estado Novo do Francji w latach 70. z powodu swojego homoseksualizmu.
Do utworu zrealizowano dwa teledyski, reżyserią pierwszego zajął się Jean-Sébastien Deligny.

## Notowania i certyfikaty
| Lista przebojów (1987–88)              | Najwyższa pozycja |
| -------------------------------------- | ----------------- |
| Belgia (Ultratop 50 Singles, Flandria) | 8                 |
| Europa (European Hot 100, Walonia)     | 8                 |
| Francja (Top Singles & Titres)         | 1                 |
| Holandia (Single Top 100)              | 25                |
| Irlandia (Singles Chart)               | 2                 |
| Niemcy (Media Control Charts)          | 8                 |
| Norwegia (VG-lista)                    | 5                 |
| Szwecja (Sverigetopplistan)            | 7                 |
| Wielka Brytania (UK Singles Chart)     | 3                 |

| Lista przebojów (1987)   | Pozycja |
| ------------------------ | ------- |
| Belgia (Ultratop)        | 73      |
| Europa (Hot 100 Singles) | 33      |

| Kraj           | Certyfikat      | Sprzedaż   |
| -------------- | --------------- | ---------- |
| Belgia (BEA)   | Złota płyta     | 75 000+    |
| Francja (SNEP) | Platynowa płyta | 1 025 000+ |

## Covery
Utwór „Joe le taxi” był wielokrotnie remiksowany i coverowany:
- w 1988 przez brazylijską piosenkarkę, aktorkę i osobowość telewizyjną Angélicę, której wersja „Vou de Táxi”[18] stała się radiowym hitem w Brazylii
- w 1988 przez piosenkarkę z Hongkongu Priscillę Chan[19]
- w 1999 przez Stereo Total[20][21]
- w 2010 przez The Divine Comedy[22]
- w 2010 przez piosenkarkę z Mołdawii Catalina Caraus - cover utworu znalazł się na pierwszych miejscach list przebojów w Republice Mołdawii i Rosji
- w 2014 przez japońską piosenkarkę Hanayo
- w 2014 przez japońską piosenkarkę Jun Togawa
- w 2021 przez polską piosenkarkę Juli Chan - wykonała cover na żywo w marcu 2023 roku w programie Dzień Dobry TVN[23]. Cover w wykonaniu Juli Chan zdobył trzecie miejsce na listach przebojów francuskiej stacji radiowej RTS FM i był emitowany w ponad 30 francuskich stacjach radiowych[24][25][26]